# RON Giżycko
RON Giżycko – Radiofoniczny Ośrodek Nadawczy w Giżycku na al. 1 Maja 28.

## Parametry
- Wysokość posadowienia podpory anteny: 132 m n.p.m.
- Wysokość zawieszenia systemów antenowych radiowych: 70 m n.p.t.

## Transmitowane programy

### Programy radiowe
| LP | Program      | Nadawca                                              | Częstotliwość | Moc nadawania (ERP) | RDS |
| -- | ------------ | ---------------------------------------------------- | ------------- | ------------------- | --- |
| 1  | Radio Maryja | Warszawska prowincja zgromadzenia oo. redemptorystów | 100,2 MHz     | 1 kW                | +   |